# 克拉斯諾托爾卡
48°41′9″N 37°31′36″E / 48.68583°N 37.52667°E
克拉斯諾托爾卡（烏克蘭語：Красноторка），是烏克蘭的市級鎮，位於該國東部頓涅茨克州，距離頓涅茨克96公里，面積2.77平方公里，海拔高度97米，01.01.2022年人口2,915，人口密度每平方公里1,081.23人。